# Alexander Henry (le jeune)
Pour les articles homonymes, voir Alexander Henry.

Alexander Henry le jeune (vers 1765 – 22 mai 1814) est un négociant en fourrures, un explorateur et un auteur de journal (mémorialiste). En raison de ses fonctions, il traverse le Canada, d'est en ouest allant l'Ontario jusqu'à la Colombie-Britannique et les États-Unis, allant de l'état de Minnesota jusqu'à celui de Washington. Par son travail, il entre en communication avec de nombreuses nations autochtones dont il parle dans son journal, journal qui demeure une source primordiale pour la vie des commerçants de fourrure de cette époque.

## Biographie
Alexander Henry le jeune naît vers 1765 au New Jersey dans une famille de marchands. Grâce à l'appui d'un de ses oncles, Alexander Henry l'aîné faisant le commerce de fourrures pour la Compagnie du Nord-Ouest, il devient commis de cette compagnie en 1792. Il fait le trafic des fourrures avec les Saulteaux (Ojibwés) dans le bassin inférieur de la rivière Rouge (Lower Red River),.

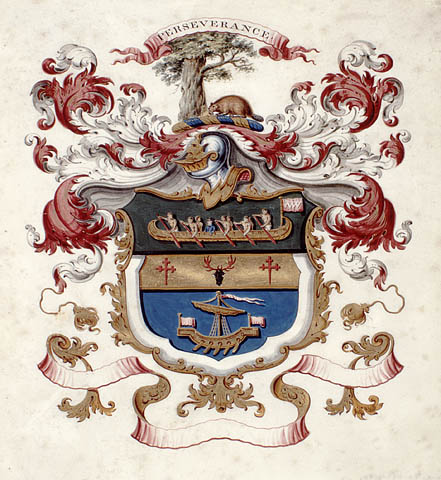
Armoiries de la Compagnie du Nord-Ouest

À l'hiver 1799-1800, Alexander Henry le jeune se retrouve chargé du poste situé près du Fort Dauphin non loin des Riding Mountain au Manitoba. Au printemps de 1800, il part pour Grand Portage (Minnesota) qui sert de lieu des rencontres annuelles de la Compagnie du Nord-Ouest. En juillet de la même année, il se dirige vers l'intérieur des terres. En partant du lac Winnipeg et remontant la rivière Rouge, il arrive en août à la confluence des rivières Rouge et Assiniboine (Manitoba). Cet endroit est convoité parce qu'il y a abondance d'eau et de bois et les compagnies de traite de fourrures comme celle de la Baie d'Hudson et celle du Nord-Ouest veulent établir un poste à cet emplacement. Selon le journal d'Henry, le chef Little Shell I accompagné de  quarante autres Saulteaux (Ojibwés) les attendent. Henry fait alors le « troc de rhum contre de la viande de bison séché (pemmican) ».

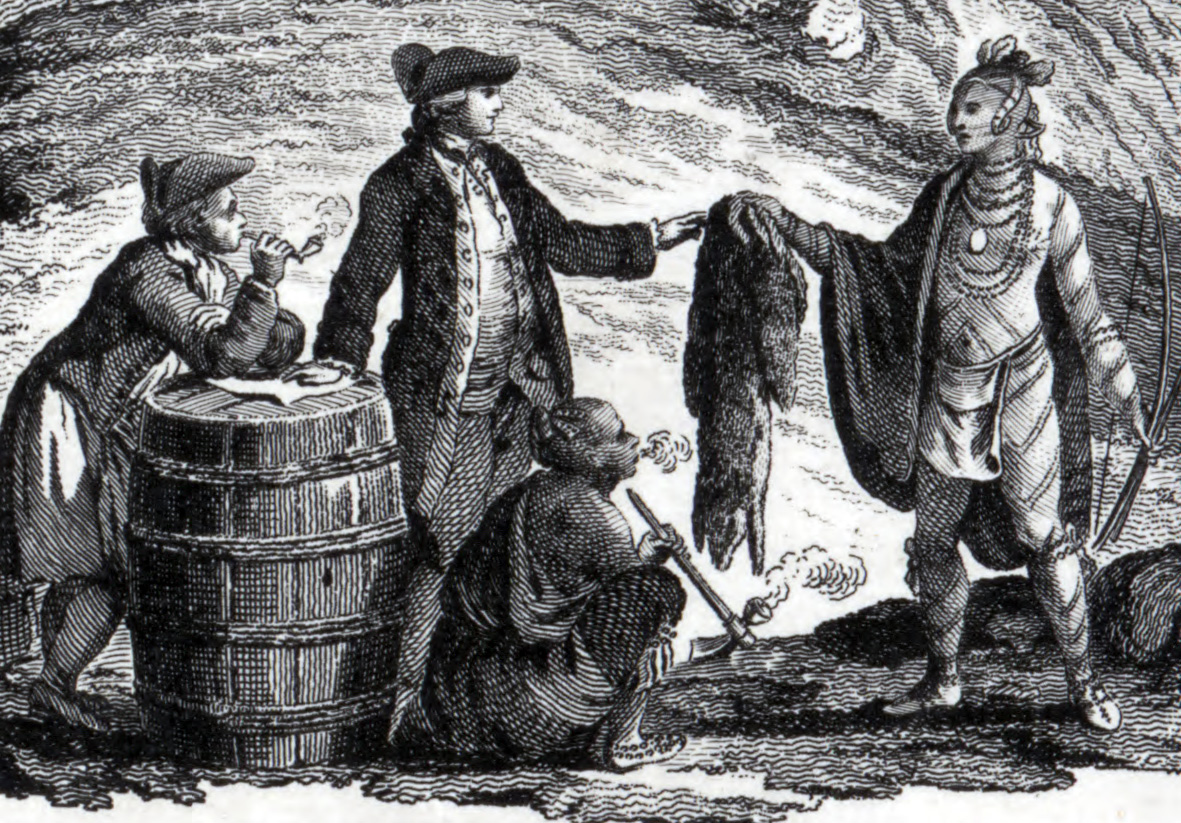
Traite avec les Autochtones, Canada 1777.

Puis, accompagné d'un groupe de vingt-huit hommes, Alexandre Henry remonte la rivière Rouge jusqu'à l'embouchure de la Pembina — lieu du premier établissement de la Compagnie du Nord-Ouest —. Il poursuit sa route jusqu'à l'embouchure de la rivière Park (Dakota du Nord) et tout près d'elle, il « bâtit un fort pour se protéger des Sioux. » p. 43. Au printemps 1801, il construit un nouveau poste de traite, à Pembina et le 30 juin de la même année, il devient partenaire dans la Compagnie du Nord-Ouest et il le restera jusqu'à sa mort en 1814.

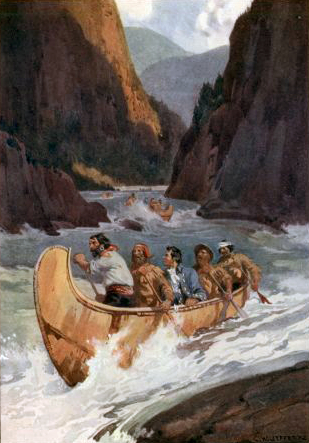
Simon Fraser (explorateur) descendant la rivière Fraser en 1808 comme l'aurait fait Henry le jeune.

Le poste de Pembina a un rôle autant de classique comptoir de fourrures et de marchandises, qu'un rôle de support, car il fournit du pemmican pour les autres postes de traite situés souvent en territoire hostile. Selon son journal, contre sa volonté, Henry se marie avec une femme autochtone, fille du chef ojibwé Ah-ne-him-ish Liard (Peuplier en français).
Pendant plusieurs années, Henry trafique avec succès au poste de Pembina. Alors qu'il est en poste à cet endroit, il fait du commerce avec plusieurs chefs autochtones dont les chefs Tabashaw, Little Shell I, Old Wild Rice. Chaque année, il mène une brigade estivale vers Grand Portage, lieu de rendez-vous où les commerçants peuvent échanger de fourrures contre des marchandises. Situé à l'extrémité ouest du lac Supérieur, Grand Portage est une route cruciale pour les voyageurs et commerçants. Puis, en 1803, la Compagnie du Nord-Ouest déplace le point de rendez-vous de Grand Portage à Fort William  (Kaministiquia).
Alexander Henry le jeune conduit, en 1806, un groupe d'exploration et de traite dans le bassin de la rivière Missouri. Il se retrouve alors au pays des Mandans et note dans son journal les coutumes de ces autochtones. Il y rencontre aussi, entre autres, des Cheyennes, des Crows. Au mois d'août, il retourne à Pembina.
En août 1808, sous l'ordre de la Compagnie du Nord-Ouest, Henry se déplace à la rivière Saskatchewan et il quitte définitivement le poste de Pembina. En route vers le Manitoba, il fait la rencontre de David Thompson — un cartographe et commerçant de fourrures — avec qui il voyage du lac Winnipeg jusqu'à Fort Vermilion,. Il hiverne à Fort Vermilion situé à l'embouchure de la rivière du même nom puis descend jusqu'à Fort William l'été suivant. Il se rend ensuite à fort Augustus avant de retourner à fort Vermilion.
En 1810, il fait du commerce dans un lieu qu'il appelle New White Earth House en Alberta et il passe l'hiver encore plus à l'ouest à Rocky Mountain House en Alberta. L'année suivante, en 1811, il traverse les Rocheuses par le col Howse (Howse Pass) pour visiter le bassin versant de la rivière Kootenay en Colombie-Britannique.

En juillet 1813, la Compagnie Nord-Ouest envoie Alexander Henry et Alexander Stewart à l'embouchure du fleuve Columbia (sur la côte ouest des États-Unis) pour installer un poste de commerce de fourrures. Henry et Stewart partent donc en canot avec un groupe de dix-huit personnes de Fort William situé en bordure du lac Supérieur et traverse le pays jusqu'à l'embouchure du fleuve Columbia sur la côte ouest des États-Unis. Quatre mois plus tard, le 15 novembre 1813, Henry et ses collègues arrivent à l'embouchure du fleuve Columbia. 

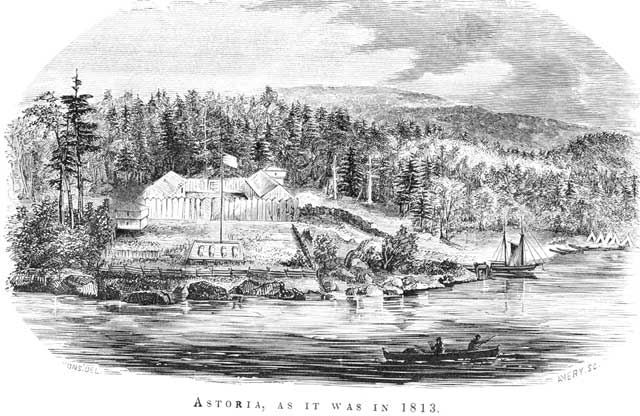
Fort Astoria
Carte postale de 1813

Leur mission est de collaborer avec l'équipage de l'Isaac Todd, un bateau envoyé depuis Londres vers le fleuve Columbia sous escorte de la Marine Royale dans le but d'éliminer la compétition américaine et de s'emparer du poste de traite de Fort Astoria. Mais, avant même que les navires arrivent à Fort Astoria, la Compagnie du Nord-Ouest arrive à une entente avec sa rivale, la Pacific Fur Company, et achète cette compagnie qui craignait l'arrivée des navires britanniques pensant que ces derniers allaient tout prendre et détruire leurs possessions. Fort Astoria est rebaptisé Fort George.
Henry qui a passé sa carrière de commerçant de fourrures sur les prairies canadiennes découvre avec intérêt l'environnement côtier de l'ouest et les Chinooks. Il est curieux d'explorer le paysage autour du fleuve Columbia. Il fait plusieurs voyages dans les vallées des rivières Cowlitz et Willamette.
Le 22 mai 1814, Alexander Henry le jeune et Donald McTavish en compagnie de cinq marins de la Royal Navy (Royaume-Uni), se dirigent de Fort George[Lequel ?]  vers le bateau HMS Isaac Todd dont l'arrivée avait été prévue l'année précédente. Leur embarcation chavire et Henry et McTavish se noient. Alexander Henry le jeune a alors environ 49 ans.
Alexander Henry le jeune a été au service la Compagnie du Nord-Ouest pendant 23 ans. Son emploi l'a amené du lac Supérieur à l'océan Pacifique. Aux États-Unis, il a voyagé dans les états de Washington, de l'Oregon, Idaho, Dakota du Nord, Minnesota et Wisconsin. Au Canada, il voyagea à travers l'Ontario, le Manitoba, l'Assiniboia, le  Keewatin, la Saskatchewan, l'Alberta et la Colombie-Britannique.
Il a rencontré de nombreuses premières nations. Dans le nord: les Saulteaux (Ojibwés), trois tribus des Pieds-Noirs (aussi appelés Blackfeet), les Cris, les Assiniboines, les Sioux, les Sarcees et d'autres. Dans le sud, il atteignit les Mandans, les Minitaris,, les Ree et même les Cheyennes au sud du fleuve Missouri. Sur la côte ouest, il rencontra de nombreuses tribus de la rivière Columbia, telles que les Wanapums et les Chinooks.

## Vie familiale
Dans son journal, Alexander Henry le jeune parle peu de sa famille. Pour avoir des informations, il faut consulter le testament d'Henry exécuté à Fort William le 15 juillet 1813. Il est écrit qu'il a trois fils présumés nés dans l'ouest pendant les années 1790. Il mentionne aussi trois filles et un fils, nés d’une autochtone qui était la fille d'un chef ojibwé.

## Journal
De 1799 à 1814, Alexander Henry le jeune écrit un journal détaillé sur sa vie de commerçant de fourrures. Ce journal représente une source importante autant d'un point de vue ethnologique qu'anthropologique. Il fournit d'innombrables renseignements importants sur la traite des fourrures qui allait de l'embouchure du fleuve Columbia jusqu'au lac Supérieur. Il raconte la vie d'Alexander Henry le jeune établissant des postes de traite de fourrures pour la Compagnie du Nord-Ouest. C'est une véritable chronique de la gestion de la traite des fourrures. Il décrit aussi avec attention les villages autochtones du Missouri, la vie quotidienne à l'intérieur des postes de traite, les voyages difficiles et les situations rencontrées dans différents territoires autochtones. En plus, son journal est rempli de remarques et de notes sur les cultures et langues des autochtones qu'il a rencontrés.
Son journal est un document essentiel sur la traite des fourrures de cette époque étant donné que la Compagnie du Nord-Ouest a peu laissé d'informations.